# Francesco Filidei
Francesco Filidei (Pisa, 5 maggio 1973) è un compositore e organista italiano.

## Biografia
Allievo di Salvatore Sciarrino, dopo essersi diplomato in organo al Conservatorio di Firenze si è specializzato in composizione al Conservatoire de Paris. Come organista è conosciuto come interprete di Franz Liszt di cui ha interpretato la produzione integrale per tale strumento; ha suonato come solista al Festival d'Automne a Parigi, al Festival Archipel a Ginevra, alla Biennale di Venezia, all'Ircam e al Forum Neues Musiktheater di Stoccarda. È stato membro dell'IRCAM, della Casa de Velázquez e dell'Academia Schloss Solitude a Stoccarda.
Le sue opere, edite da Rai Trade e Ars Publica, sono state eseguite da diverse orchestre come l'Itinéraire, Alter Ego, Cairn, L'Instant donné, le Nouvel Ensemble Modern, Court-Circuit, l'Ensemble intercontemporain, le Percussions de Strasbourg, il Klangforum Wien. Dal 2018 le sue composizioni sono pubblicate da Ricordi. Alcune sue composizioni sono state trasmesse da Rai 3 e Radio France. Nel 2014 ha vinto il Premio Franco Abbiati per la migliore novità italiana, mentre tra il 2022 e il 2025 è stato "compositore in residenza" del Teatro Carlo Felice di Genova. È il responsabile musicale del Premio Paolo Borciani.
Nel 2014 la sua prima opera, Giordano Bruno, ha avuto la sua prima mondiale alla Casa da Música di Porto, per poi essere rappresentata in numerosi teatri europei, tra cui il Teatro Strehler. Nel 2019 la sua opera L'inondation è stata portata al debutto all'Théâtre national de l'Opéra-Comique, mentre nel 2023 il Teatro alla Scala e l'Opéra national de Paris gli hanno commissionato l'opera Il nome della rosa, portata al debutto al Piermarini nel 2025.

## Opere
- L'opera (forse) (2009)
- N.N. – Sulla morte dell'anarchico Serantini (2009)
- Giordano Bruno (2015)
- L'Inondation (2019)
- Il nome della Rosa (2025)